# Мороз Василь Максимович
Василь Максимович Моро́з (нар. 2 лютого 1942, Озеро) — радянський і український терапевт, доктор медичних наук з 1984 року, професор з 1986 року, академік Національної академії медичних наук України з 2010 року; з 1988 по 2023 ректор Вінницького національного медичного університету імені Миколи Пирогова; у 1991—2017 роках — голова Асоціації ректорів медичних вишів України. Почесний професор Тернопільського національногоо медичного університету імені Івана Горбачевського.

## Життєпис
Народився 2 лютого 1942 року в селі Озері (нині Вінницький район Вінницької області, Україна) в сім'ї колгоспників. 1967 року закінчив Вінницький медичний інститут за спеціальністю лікар-лікувальник.
Протягом 1967—1968 років працював терапевтом у дільничній лікарні міста Шпикова Вінницької області. Подальша діяльність пов'язана з Вінницьким медичним інститутом: у 1968—1969 роках — асистент, у 1969—1972 роках — аспірант кафедри нормальної фізіології, у 1972—1976 роках — асистент, 1976—1984 роках — доцент, з 1986 року — професор, з 1991 року — завідувач кафедри. Одночасно у 1975—1982 роках — вчений секретар ради інституту, у 1982—1984 роках — заступник декана лікувального факультету, у 1984—1986 роках — декан педіатричного факультету, у 1986—1988 роках — проректор з навчальної роботи, у 1988—2023 роках — ректор. 19 січня 2023 року звільнений із посади ректора Наказом Міністра охорони здоров'я України внаслідок «закінчення строку дії контракту».
1972 року в Інститут фізіології АНУ захистив кандидатську дисертацію на тему «Електрофізіологічні дослідження представництва і шляхів слухової системи в корі мозочка»; 1983 року там же захистив докторську дисертацію на тему «Інтеґрована функція мозочка базальних ганглій і моторної кори в програмуванні та регуляції рухів».
Редактор журналу «Вісник Вінницького медичного університету», член редколегії журналів «Вісник морфології», «Медична освіта», «Експериментальна та клінічна фізіологія і біохімія», «Проблеми медичної науки та освіти», «Архів експериментальної та клінічної медицини», «Віоmedical аnd Віоsосіаl Аnthropology».

## Наукова діяльність
Вивчає реакції кори мозку на звукові стимули; роль структур головного мозку в реалізації поведінкової реакції цілісного організму, зокрема центральні механізми програмування та контролю довільних рухів; проблеми інтегративної медичної антропології, а також курортології (вплив радонових ванн курорту Хмільника). Брав участь у розробленні комп'ютерної функціональної моделі організму людини «СКІФ».
Автор і співавтор понад 225 наукових праць, у тому числі 10 монографій та навчально-методичних посібників, 24 винаходів. Серед робіт:
- Руководство по информатике: Учебное пособие. В., 1993 (у співавторстві);
- Структурні основи адаптації до впливу природних радіоактивних вод. В.; К., 1997 (у співавторстві);
- Латеральний гіпоталамус і префронтальна кора в організації довільних рухів. В.; К., 1998 (у співавторстві);
- Теория и практика интегративной антропологии. К.; В., 1998 (у співавторстві);
- Інтегративна функція мозочка, базальних гангліїв і моторної кори в програмуванні та регуляції рухів. В., 2010 (у співавторстві);
- Фізіологія: Підручник. 2-е вид. В., 2015 (у співавторстві).

## Політична діяльність
З березня 1990 року — депутат Вінницької облради (Ленінський округ № 3, обраний в 1-й турі). У 1992—1994 роках — заступник голови Вінницької обласної ради народних депутатів.
Відомий особистою принциповою позицією на підтримку УПЦ МП.
В 2010—2014 — депутат Вінницької обласної ради 6-го скликання, член фракції «Партії регіонів».
Регіональне видання «33-й канал» звернуло увагу: «Саме за мандат депутата від регіоналів сьогодні йому найбільше дорікають. Як він пояснив в одному із інтерв'ю „33-му каналу“, до цієї партії його покликали донька та зять тодішнього керівника вінницьких регіоналів Сергія Татусяка, які працювали у вузі».

## Нагороди
- Звання Герой України з врученням ордена Держави (21 серпня 2003; за визначні особисті заслуги перед Українською державою у підготовці висококваліфікованих фахівців для охорони здоров'я, багаторічну плідну наукову, педагогічну і громадську діяльність)[8];

ордени
- Орден «За заслуги» III ступеня (4 лютого 1997; за вагомий особистий внесок у підготовку висококваліфікованих спеціалістів, багаторічну плідну педагогічну і наукову діяльність)[9];
- Орден князя Ярослава Мудрого V ступеня (2002)[10];
- Орден Святого рівноапостольного великого князя Володимира І ступеня (2008)[11].
- Орден князя Ярослава Мудрого IV ступеня (18 травня 2017; за вагомий особистий внесок у розвиток вітчизняної науки, зміцнення науково-технічного потенціалу України, багаторічну сумлінну працю та високий професіоналізм.)[12]

інші відзнаки
- Заслужений діяч науки і техніки України (1993)[10];
- Почесна грамота Кабінету Міністрів України (29 січня 2002; за багаторічну сумлінну працю, значний особистий внесок у розвиток медичної науки, і освіти, підготовку висококваліфікованих спеціалістів та з нагоди 60-річчя від дня народження)[13];
- Почесна грамота Верховної Ради України (2003)[10];
- Державна премія України в галузі науки і техніки (2016; за роботу «Створення засобів та технологій еферентної терапії на основі нанокремнезему»; у складі колективу)[14]